# Дірська книга
Дірська книга (англ. Book of Deer) (Бібліотека Кембриджського університету, MS Ii.6.32) — латинський євангелістарій X століття з Олд Діра Абердиншир, Шотландія, з внесеними на початку XII століття доповненнями латинською,  давньоірландською та гельською мовами. Книга відома як найстаріша пам'ятка гельської літератури в Шотландії.

## Історія
Походження книги невідоме, проте можна припустити, що вона є найдавнішим манускриптом, створеним в Шотландії, можливо на теренах Средньошотландської низовини. Книга, розмір якої 54 мм на 107 мм, складається з 86 веленевих аркушів і написана коричневими чорнилами.
Манускрипт отримав свою назву від Дірского монастиря, що згадується в гельських текстах і латинській хартії короля Давида I. На жаль, монастир не залишив після себе жодних інших слідів, хоча Дірське абатство ордена  цистерціанців, засноване неподалік в 1219 році, володіло деякими землями з числа згаданих в гельській книзі.
Згодом манускрипт потрапив до єпископа Мура. Деякі дослідники припускають, що книга була захоплена в ході Шотландських воєн за незалежність наприкінці XIII — початку XIV століття.
Дірська книга зараз перебуває у фондах бібліотеки  Кембриджського університету з 1715 року, коли бібліотека єпископа Ілі та Норіджа (Східна Англія) була подарована університету королем Георгом I. До цього книга очевидно перебувала у власності керівника школи Святого Павла в Лондоні.

## Зміст
Латинський текст містить частини євангелій від Матвія, Марка і Луки, частину трактату "Office for the Visitation of the Sick", повні тексти  євангелія від Іоанна і  Апостольського Символу віри. Книга закінчується колофоном  давньоірландскою. Євангельські тексти засновані на  Вульгаті, але містять деякі особливості, характерні для  ірландських євангелій. Тексти записані римським курсивом імовірно одним  писарем. Хоча текст і письмо манускрипту відсилають нас безпосередньо до традиції ірландських кишенькових євангелій, дослідники вважають, що манускрипт був створений в Шотландії.

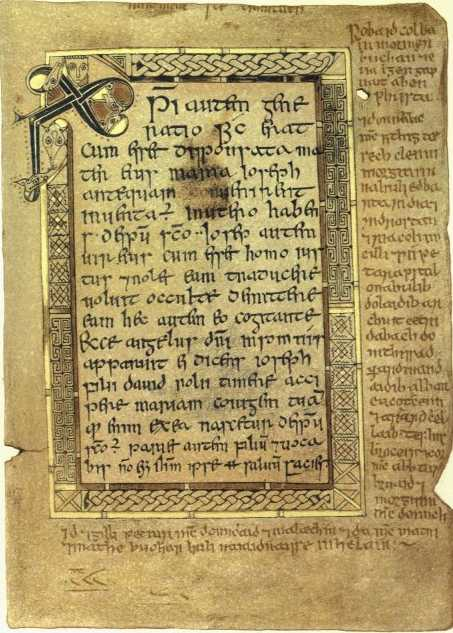
Фоліо 5r містить текст Євангелія від Матфея з 1:18 по 1:21. У лівому верхньому кутку хризма. Береги містять гельський текст.

Всього у книзі є сім гельських текстів, написаних на берегах навколо основного тексту. Ці маргіналії містять відомості про заснування монастиря в Дірі св.  Колумбою і св. Дростаном, записи про п'ять маєтків, подарованих монастирю, а також про даровані йому податкові привілеї. Окрім того є копія латинського указу  Давида I, що захищає монастир від «обов'язків, покладених на мирян, і неправомірних поборів» (англ. all lay service and improper exaction). Гельські тексти були записані не менш ніж п'ятьма різними руками і є найранішими прикладами використання гельської мови в Шотландії, що дійшли до нас.

### Ілюмінування
Манускрипт повністю  ілюмінований і містить чотири повні сторінки портретів Євангелістів, кожен з яких розташований навпроти сторінки тексту, оточеної орнаментом і починається великим декорованим ініціалом.
Книга починається й закінчується сторінками, повністю зайнятими портретами чотирьох євангелістів. Євангеліє від Іоанна закінчується сторінкою, половину якої зайняла мініатюра, що зображає двох осіб. По всьому тексту зустрічаються маленькі декоративні заголовні літери. Є також десять сторінок, всі у другій половині книги, із зображеними на берегах людьми, тваринами або просто вензелями.